# Bréhan
 Bréhan  (en bretón Brehant-Loudieg) es una población y comuna francesa, situada en la región de Bretaña, departamento de Morbihan, en el distrito de Pontivy y cantón de Rohan.

## Demografía
| 1997 | 1885 | 2005 | 2257 | 2284 | 2314 |
| Para los censos de 1962 a 1999 la población legal corresponde a la población sin duplicidades (Fuente: INSEE [Consultar]) |      |      |      |      |      |